# Prohlížeč obrázků
Prohlížeč obrázků je počítačový program, který umí zobrazovat soubory obsahující obrázky a jiné grafické formáty. Prohlížeč obrázek zobrazí podle parametrů, jako jsou barevná hloubka, rozlišení displeje a barevný profil.
Jednoduché prohlížeče bývají většinou součástí operačních systémů, například Windows Picture and Fax Viewer ve Windows nebo GThumb v prostředí Gnome. Některé prohlížeče mohou mít zároveň omezené funkce pro editaci obrazu, například IrfanView, ACDSee nebo XnView, a naopak komplexní grafické editory, například GIMP nebo Photoshop, lze také používat jako prohlížeče, byť kvůli mnohem většímu záběru funkcí mohou být při prohlížení pomalejší. Někteří správci souborů také mohou sloužit k prohlížení.